# Onthophagus sikkimensis
Onthophagus sikkimensis är en skalbaggsart som beskrevs av Gillet 1925. Onthophagus sikkimensis ingår i släktet Onthophagus och familjen bladhorningar. Inga underarter finns listade i Catalogue of Life.